# Nepenthes mirabilis
Nepenthes mirabilis (del latín mirabilis "maravilloso"), llamada planta jarra común de pantano  o planta jarra tropical, es una especie de planta carnívora. Por mucho, es la especie más extendida de todas las Nepenthes, su área de distribución cubre el sudeste asiático continental y todas las islas principales del archipiélago malayo (menos las Islas Menores de la Sonda y el norte de Filipinas), extendiéndose desde China en el norte hasta Australia en el sur. La especie presenta una gran variabilidad en toda su área de distribución. Una de las variedades más destacadas, N. mirabilis var. echinostoma, es endémica de Brunéi y Sarawak y posee un peristoma extremadamente amplio.
El estado de conservación de N. mirabilis figura como preocupación menor en la Lista Roja de la UICN. En Hong Kong, es una especie protegida bajo el Cap de Regulaciones Forestales. 96A.
Según Matthew Jebb y Martin Cheek, las jarras de N. mirabilis se utilizan como falocriptos de juguete en Nueva Guinea.

## Distribución
Nepenthes mirabilis tiene, por mucho, la distribución más amplia de todas las especies de Nepenthes y se conoce en los siguientes países y regiones: Australia (península del Cabo York), Borneo, Camboya, Islas Carolinas (Palaos y Yap), China (provincia de Guangdong, Hainan y Macao), Hong Kong, Islas D'Entrecasteaux, Java, Laos, Archipiélago de las Luisiadas, Islas Maluku, Birmania, Nueva Guinea, Malasia peninsular, Filipinas (Dinagat y Mindanao), Sulawesi, Sumatra, Tailandia y Vietnam. También se ha registrado en muchas islas más pequeñas, incluidas Babi, Bangka, Islas Banyak, Islas Batu, Bengkalis, Enggano, Ko Lanta, Ko Tarutao, Langkawi, Mendol, Islas Mentawai (Pagai del Norte, Siberut, Sipura y Pagai del Sur), Islas Meranti (Padang, Rangsang y Tebing Tinggi), Nias, Penang, Phuket, Islas Riau (Islas Lingga y  Archipiélago de Riau), Rupat, Tawi-Tawi, y posiblemente Wowoni.

## Taxonomía
Nepenthes mirabilis está estrechamente relacionado con N. rowaniae y N. tenax, las dos únicas especies de Nepenthes endémicas de Australia.
| Caracter                                                   | N. mirabilis                                                      | N. rowaniae |
| ---------------------------------------------------------- | ----------------------------------------------------------------- | --- |
| Morfología de la lámina foliar                             | Aguda a redondeada                                                | Contraída hacia el ápice, luego continúa a lo largo del zarcillo como una extensión estrecha y aguda                 |
| Inserción de zarcillo en la lámina foliar                  | Simple                                                            | Peltada |
| Alas de la jarra                                           | Simples, con elementos de flecos multicelulares                   | A menudo aplanado en la parte delantera, formando una T en XS, elementos de flecos multicelulares a menudo presentes |
| Textura de la lámina foliar                                | Generalmente cartácea                                             | Fuertemente coriácea                                                                                                 |
| Fijación de la lámina foliar al tallo                      | Simple, o raramente decurrente por ⅓ de la longitud del entrenodo | Decurrente por al menos ½ de la longitud del entrenodo, generalmente más                                             |
| Densidad de la glándula en la parte inferior de la jarra   | 1600-2500 / cm2                                                   | Aproximadamente 3600 / cm2                                                                                           |
| Posición de la cadera de la jarra en las jarras superiores | De la mitad, a la mitad inferior                                  | Cuarto superior |
| Posición de la cadera de la jarra en las jarras inferiores | Tercio inferior a cuarto                                          | Inmediatamente debajo de peristoma                                                                                   |

En su base de datos de plantas carnívoras, el taxónomo Jan Schlauer trata a N. kongkandana como sinónimo de N. mirabilis.

## Taxones Infraespecíficos
A lo largo de su rango, N. mirabilis exhibe una gran variabilidad en términos de forma de la jarra y color, y tiene la mayor cantidad de sinónimos de entre todas las especies de Nepenthes. Las siguientes formas y variedades de N. mirabilis han sido descritas. Con la excepción de N. mirabilis var. echinostoma y N. mirabilis var. globosa, estos taxones hoy no son considerados válidos.
- Nepenthes mirabilis f. anamensis (Hort.Weiner) Hort.Westphal (1991)
- Nepenthes mirabilis var. anamensis Hort.Weiner in sched. (1985) nom.nud.
- Nepenthes mirabilis var. biflora J.H.Adam & Wilcock (1992)
- Nepenthes mirabilis var. echinostoma (Hook.f.) Hort.Slack ex J.H.Adam & Wilcock (1992)
- Nepenthes mirabilis var. globosa M.Catal. (2010)[36]
- Nepenthes mirabilis f. simensis (Hort.Weiner) Hort.Westphal (1991)
- Nepenthes mirabilis var. simensis Hort.Weiner in sched. (1985) nom.nud.
- Nepenthes mirabilis f. smilesii (Hemsl.) Hort.Westphal (2000)
- Nepenthes mirabilis var. smilesii (Hemsl.) Hort.Weiner in sched. (1985)

### N. mirabilisvar.echinostoma

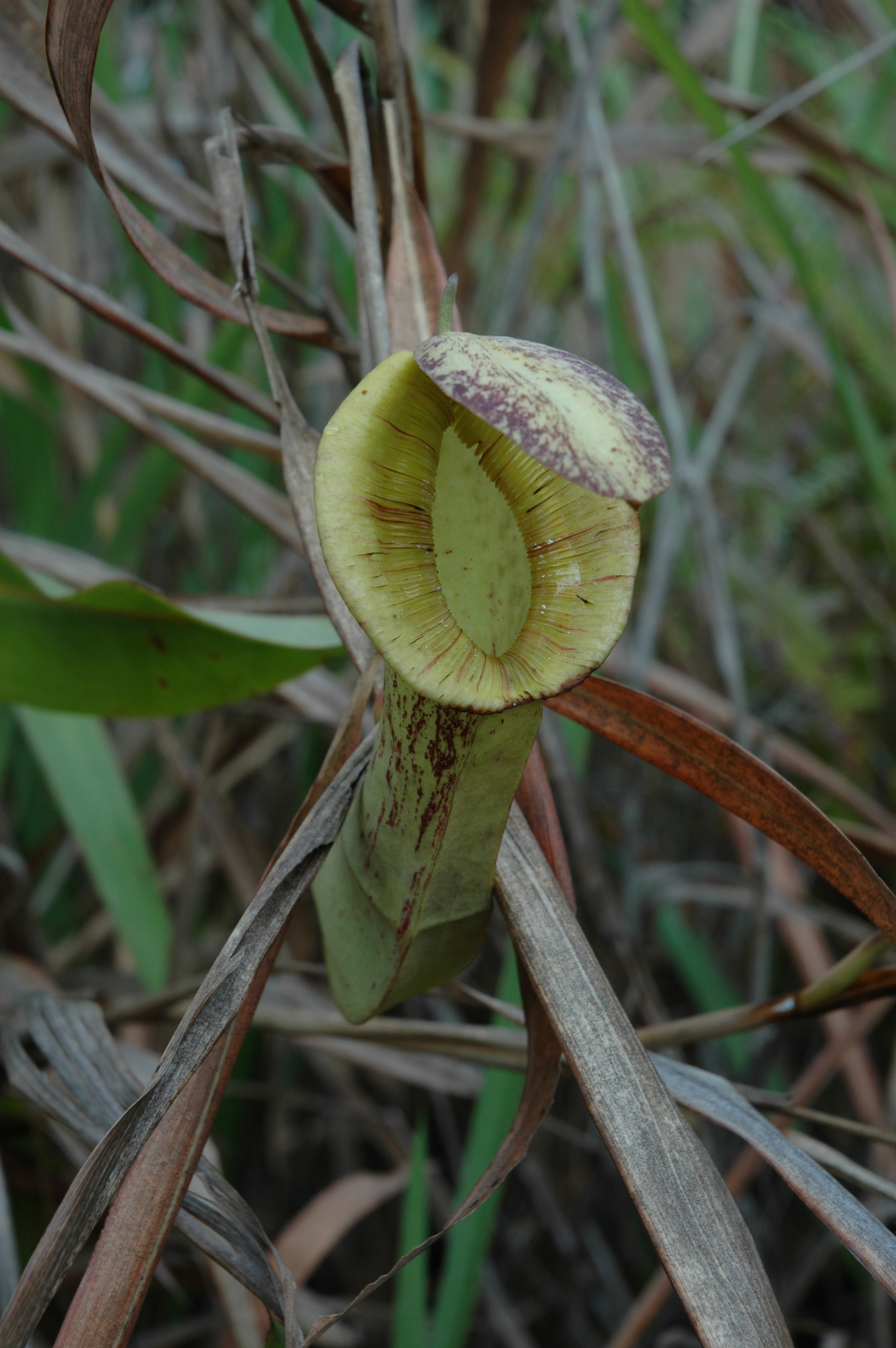
Una jarra superior de N. mirabilis var. echinostoma

Nepenthes mirabilis var. echinostoma fue descubierta por Odoardo Beccari en 1865 y descrita como una especie, N. echinostoma, por Joseph Dalton Hooker en 1873. En 1882, Frederick William Burbidge describió esta variedad inusual en The Gardeners' Chronicle de la siguiente manera:
La singular N. echinostoma de Beccari (vide Herb. Kew) es una cosa maravillosa, aun no presentada de hecho, supongo que nadie más que Beccari la ha visto. ! Las bocas de las urnas recuerdan a los dientes desviados de un musgo gigantesco de la sección Hipnoide.
Nepenthes mirabilis var. echinostoma es la única forma de esta especie que se encuentra en Brunéi. También se ha registrado en partes de Sarawak, pero parece estar completamente ausente de Sabah.

### N. mirabilisvar.globosa

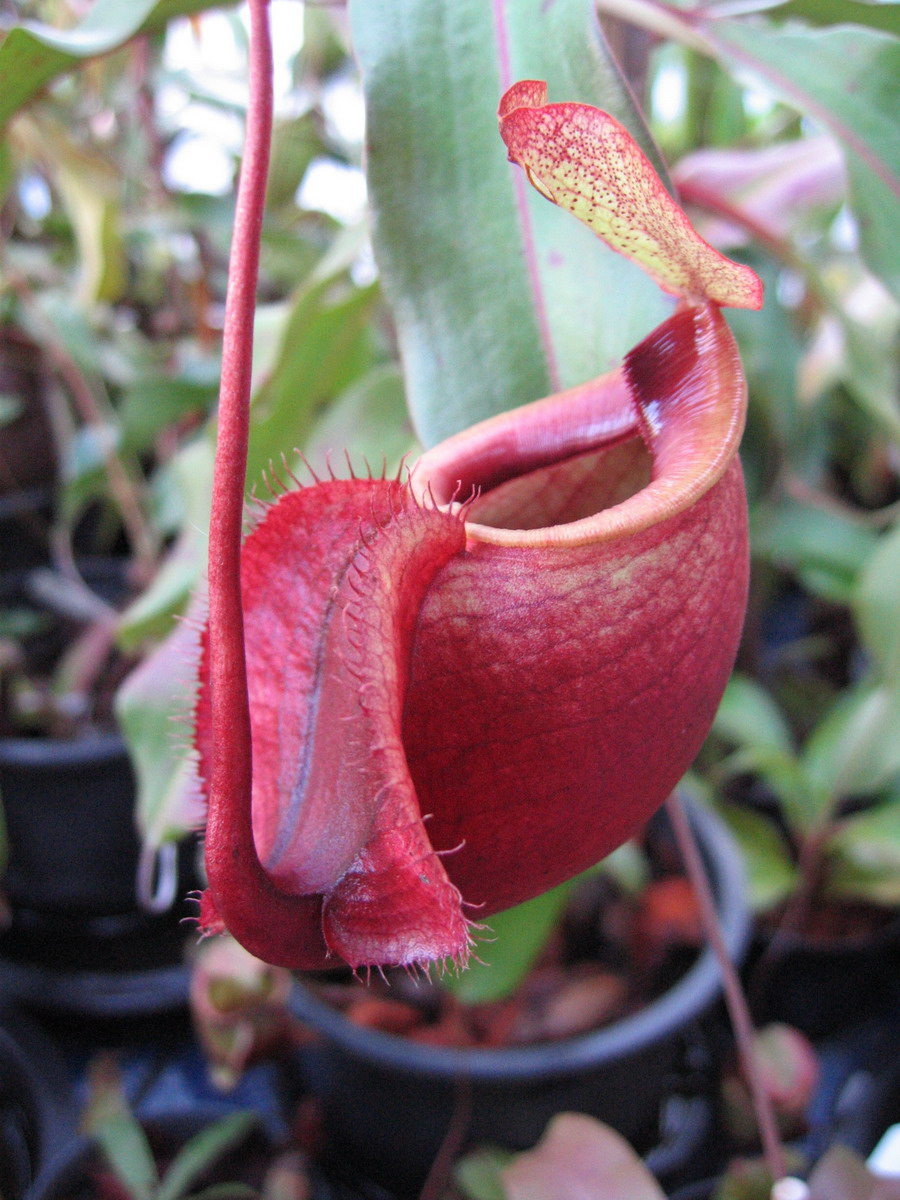
Una jarra inferior de una N. mirabilis var. globosa cultivada

Nepenthes mirabilis var. globosa se ha registrado en una única isla del Mar de Andamán frente a Phang Nga y de Tailandia continental cerca a la ciudad de Trang.
Esta variedad apareció en la portada de la edición de enero de 2006 de The Journal of Insectivorous Plant Society, identificada como  "Nepenthes sp. de Tailandia". El nombre Nepenthes globosa apareció impreso en un artículo de Shigeo Kurata en la edición de julio de 2007 de la Revista de la Sociedad de Plantas Insectívoras. El mismo número también incluía un artículo de Masahiro Tada que se refería a la planta como "Nepenthes Viking". Antes de su descripción por Marcello Catalano en 2010, este taxón también se publicó bajo el nombre informal Nepenthes sp. Phanga Nga en el libro de 2009 de Stewart McPherson, Pitcher Plants of the Old World.
En el comercio hortícola, esta variedad se conoce popularmente como Nepenthes globosa; del Latín: globosus, "globular") y Nepenthes sp. Viking, debido al parecido que tienen los cántaros con la proa de un barco vikingo.

## Infauna de las jarras
En las jarras de esta especie se ha encontrado una gran cantidad de organismos infaunales. Estos incluyen la mosca sarcófaga Sarcophaga papuensis y el ácaro Nepenthacarus warreni, que se han encontrado en poblaciones australianas de la planta. De manera similar, los mosquitos Aedes dybasi y Aedes maehleri residen en los cántaros de N. mirabilis en las islas de Palaos y Yap, respectivamente.  Ambos tienen historias de vida inusuales y rasgos morfológicos asociados con este hábito.
El nematodo Baujardia mirabilis se ha descrito en N. mirabilis en Tailandia. No se cree que sea accidental; los cántaros de esta especie parecen ser el hábitat natural del nematodo. Se encontró que los microecosistemas en estas jarras estaban dominados por larvas de mosquitos y B. mirabilis. Se especula que este nematodo podría tener una relación forética con una o más especies de insectos infaunales.
En el sur de China, se han observado ranas arborícolas en las jarras de N. mirabilis. Los anfibios no caen presa de la planta, sino que se alimentan de insectos que son capturados por las jarras. No se ven afectados por los jugos digestivos ácidos (que pueden tener un pH tan bajo como 2), probablemente debido a la capa externa mucilaginosa de su piel.
El primer registro de un hongo acuático que vive en la jarra de una planta carnívora proviene de un espécimen de N. mirabilis que crece a lo largo del río Jardine en Australia. Se observó que el hongo micelial vivía libremente en el líquido de la trampa y estaba adherido a restos de insectos quitinosos.
También se ha descubierto que las jarras de N. mirabilis albergan una comunidad compleja de bacterias. Estas comunidades bacterianas parecen ser más diversas que las que se encuentran en el líquido de jarra de N. ampullaria y N. gracilis simpátricos en Malasia peninsular. En N. mirabilis su composición también puede diferir significativamente según el tipo de jarra, algo que no se ve en las otras dos especies.

## Híbridos naturales
Nepenthes mirabilis  tiene el mayor número de híbridos naturales conocidos de cualquier especie del género.
- ? (N. alata × N. merrilliana) × N. mirabilis [=N. × tsangoya][54]
- N. alata × N. mirabilis [=N. × mirabilata][55][4]
- N. ampullaria × N. mirabilis [=N. × kuchingensis, Nepenthes cutinensis][3]
- ? (N. ampullaria × N. rafflesiana) × N. mirabilis [=N. × hookeriana × N. mirabilis][56]
- N. andamana × N. mirabilis[57] (incluyendo N. andamana × N. mirabilis var. globosa)[57]
- N. benstonei × N. mirabilis[5]
- N. bicalcarata × N. mirabilis[2] (incluyendo N. bicalcarata × N. mirabilis var. echinostoma)[3]
- ? (N. bicalcarata × N. rafflesiana) × N. mirabilis var. echinostoma[3]
- N. gracilis × N. mirabilis [=N. × sharifah-hapsahii, N. × ghazallyana, N. × grabilis, N. neglecta?][2][3][58]
- N. insignis × N. mirabilis[59]
- N. kampotiana × N. mirabilis[57]
- N. kongkandana × N. mirabilis[57]
- N. merrilliana × N. mirabilis[2]
- N. mirabilis × N. northiana[60][61]
- N. mirabilis × N. rafflesiana[3] (incluyendo N. mirabilis var. echinostoma × N. rafflesiana)[61]
- N. mirabilis × N. reinwardtiana[61]
- N. mirabilis × N. rowaniae[62]
- N. mirabilis × N. smilesii[63]
- N. mirabilis × N. spathulata[5]
- N. mirabilis × N. sumatrana[2]
- N. mirabilis × N. tenax[2]
- N. mirabilis × N. thorelii[63][64][65][66]
- N. mirabilis × N. tomoriana[2]

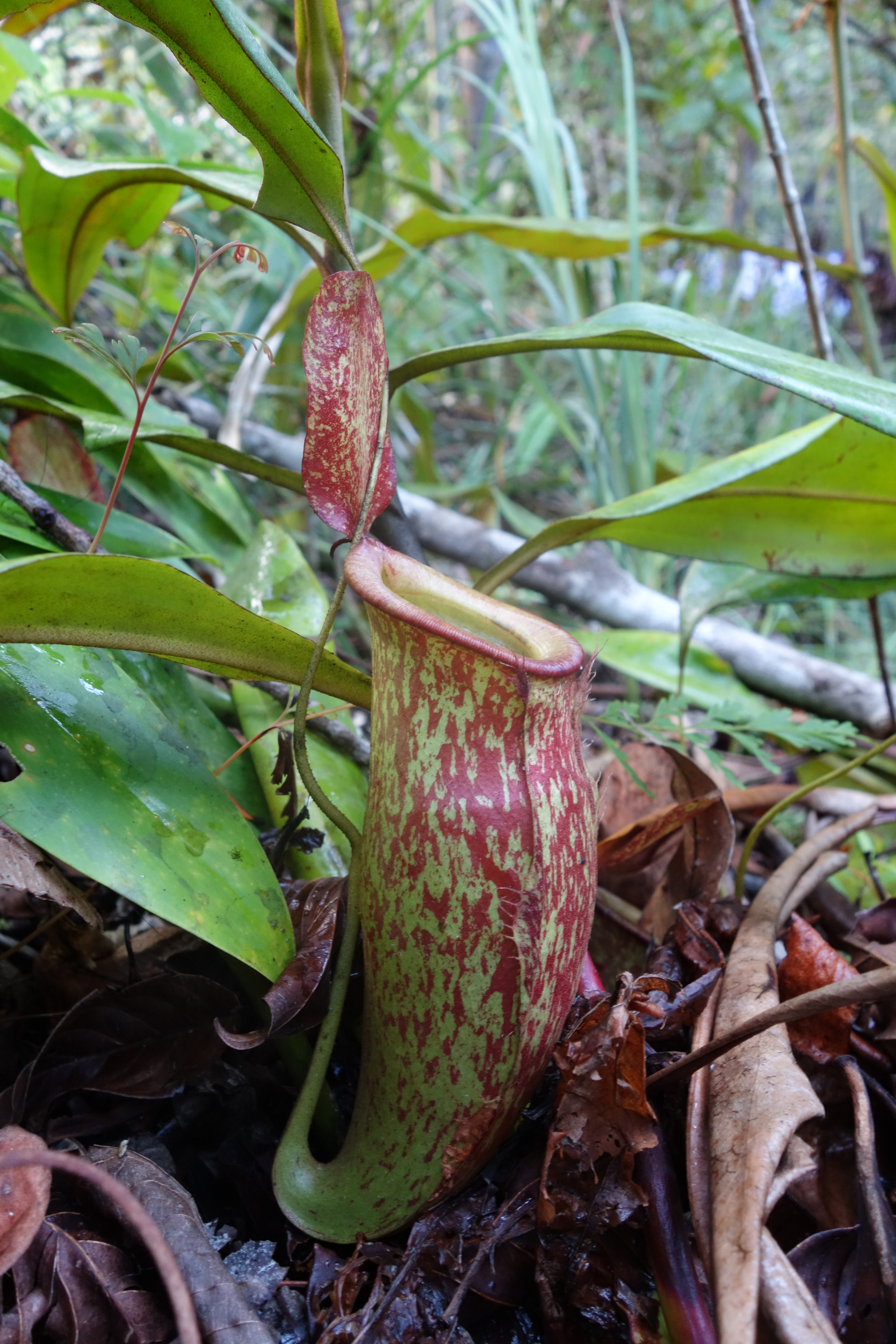
N. ampullaria × N. mirabilis
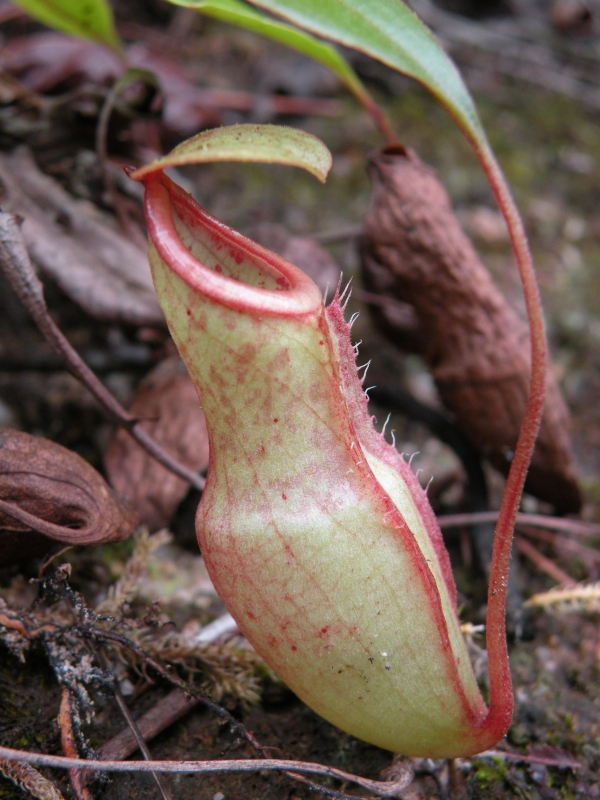
N. benstonei × N. mirabilis
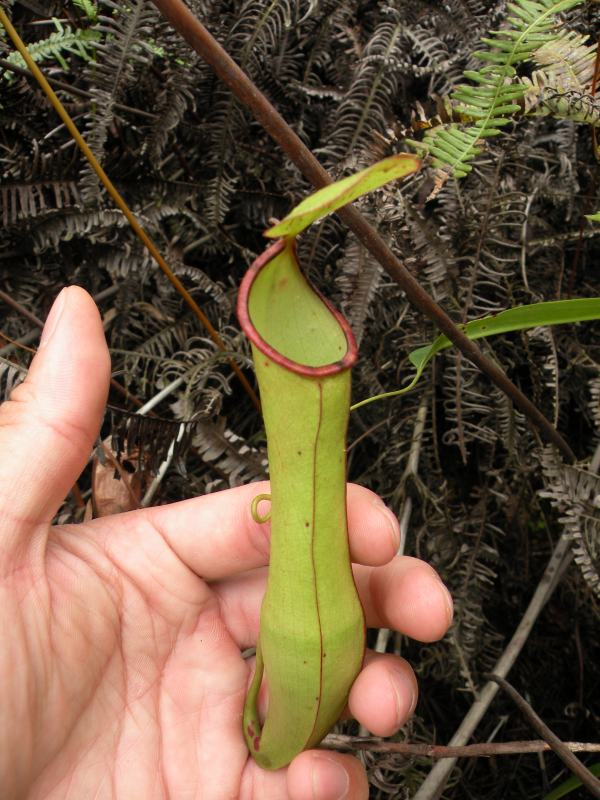
N. gracilis × N. mirabilis
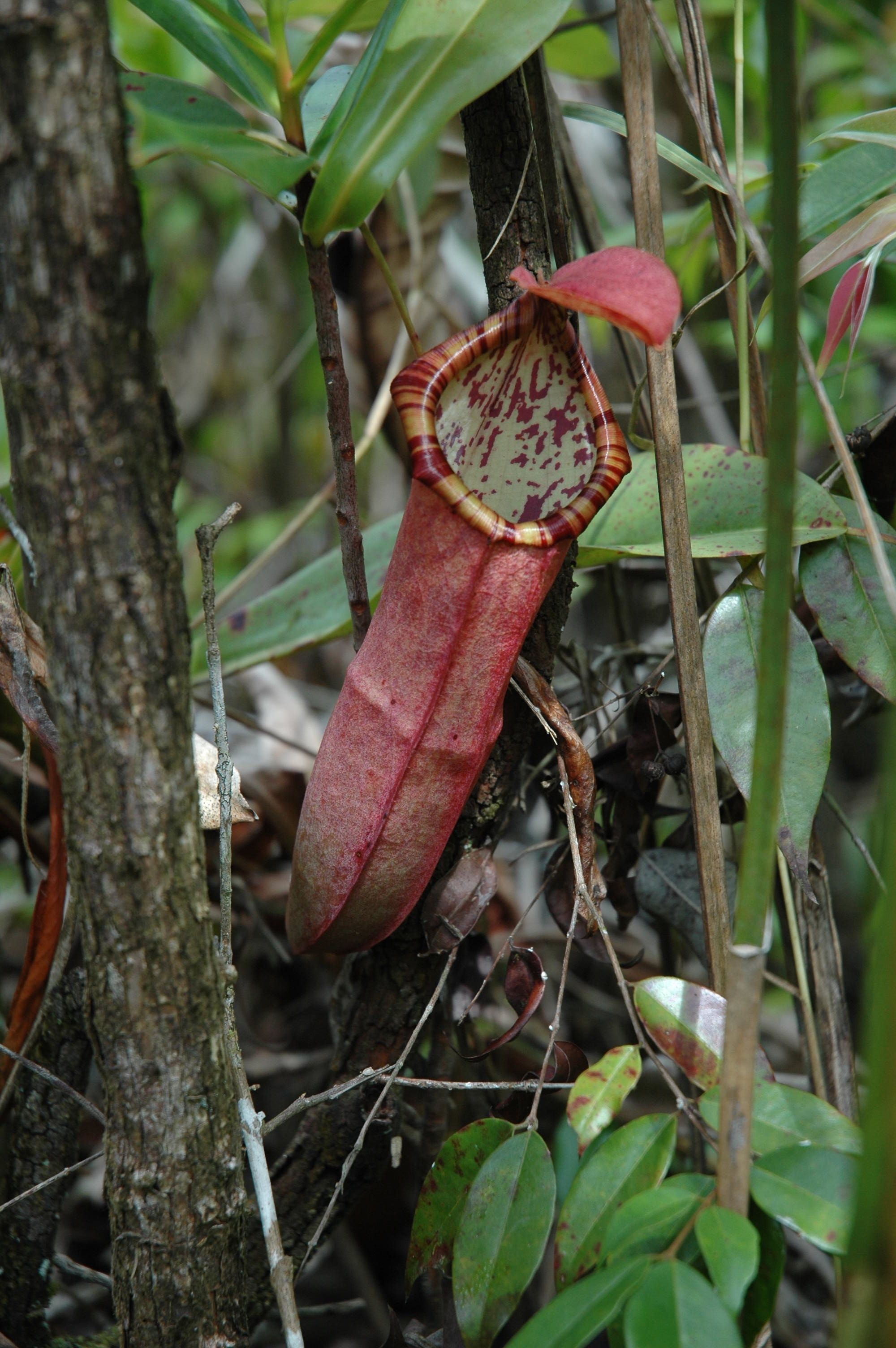
N. mirabilis × N. northiana
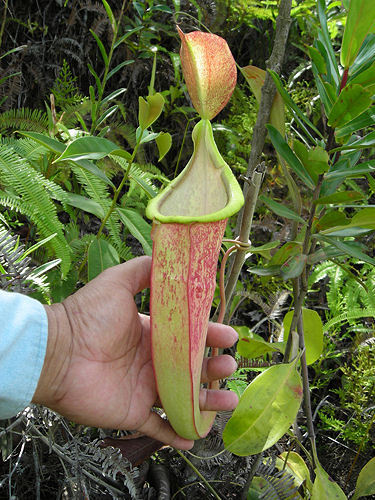
N. mirabilis × N. rafflesiana
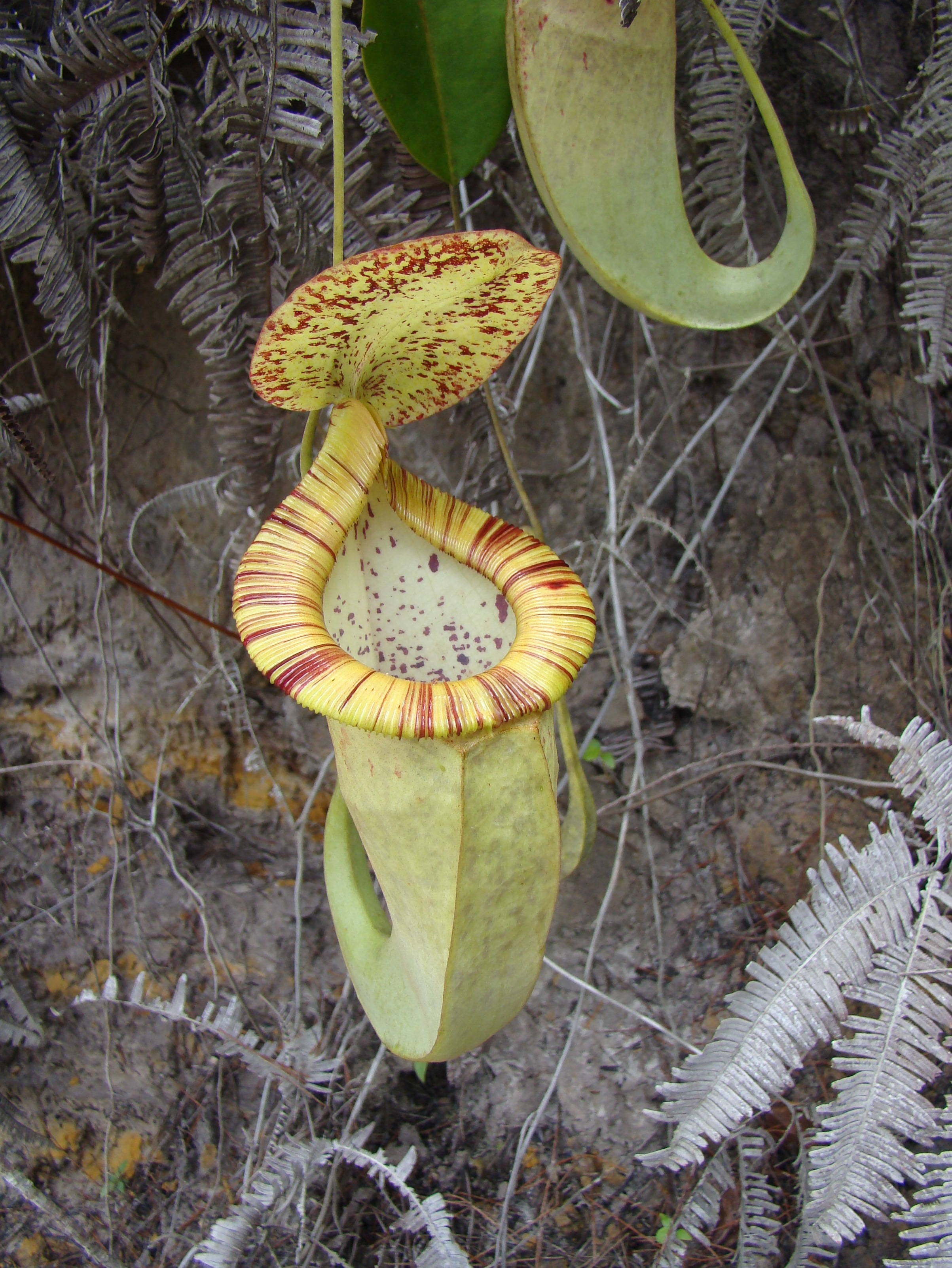
N. mirabilis var. echinostoma × N. rafflesiana
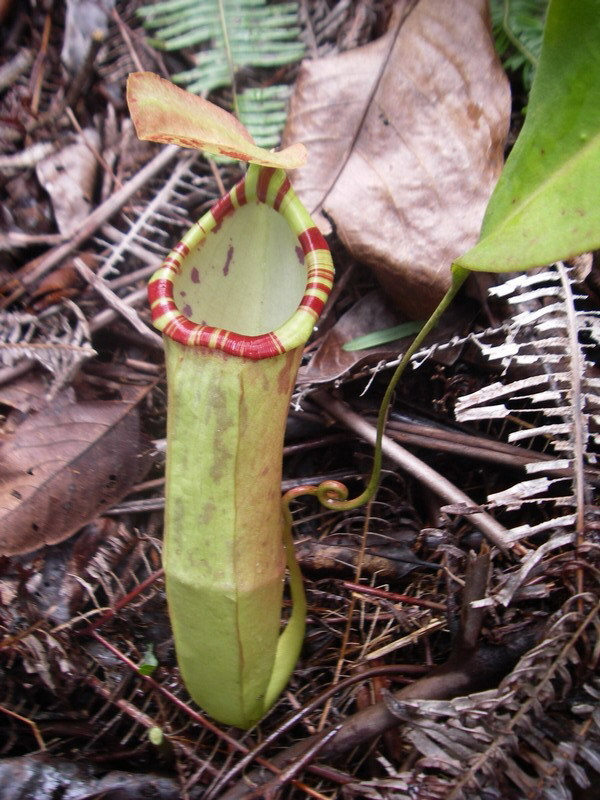
N. mirabilis × N. sumatrana
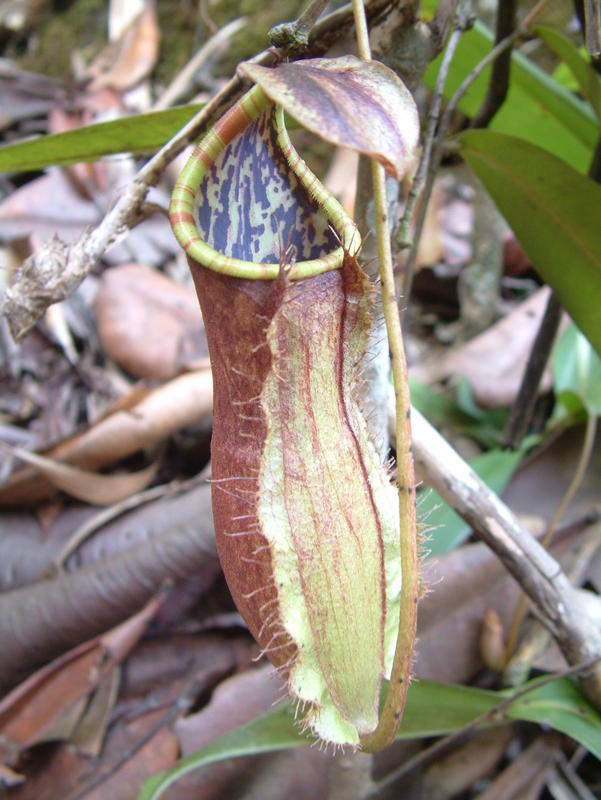
? N. mirabilis × N. tomoriana

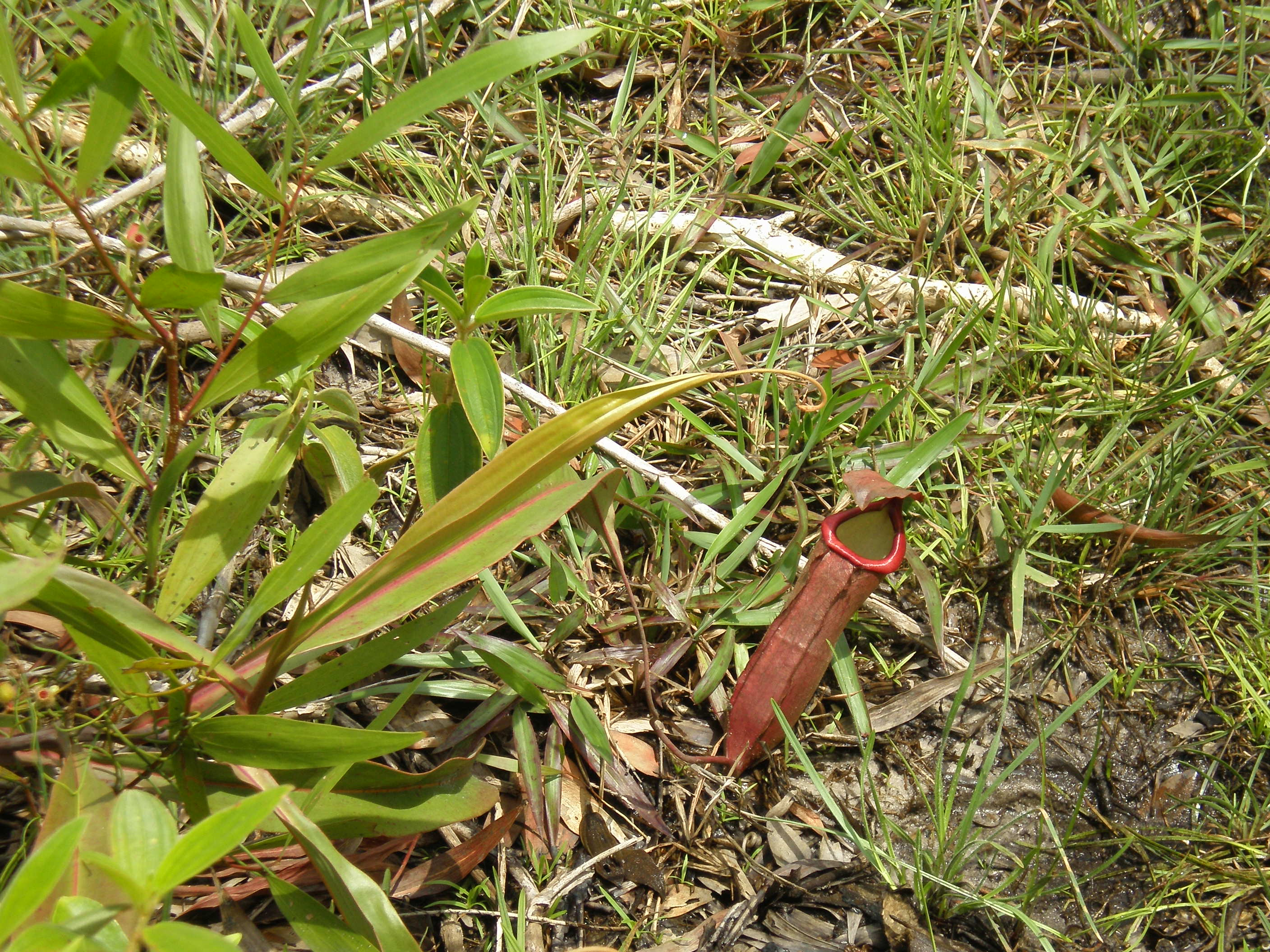
? N. mirabilis × N. thorelii

## Otras lecturas
- [Anonymous] 1877. Reports of Societies. Royal Horticultural. The Gardeners' Chronicle 8(197): 441.
- [Anonymous] 2010. Eramet-PT Weda Bay Nickel Exploration and Development ESIA. ERM Indonesia, Yakarta.
- Adam, J.H. 1997. «Prey spectra of Bornean Nepenthes species (Nepenthaceae) in relation to their habitat.». Pertanika Journal of Tropical Agricultural Science 20(2–3): 121–134.
- Adam, J.H. & C.C. Wilcock 1999. «Palynological study of Bornean Nepenthes (Nepenthaceae).». Pertanika Journal of Tropical Agricultural Science 22(1): 1–7.
- Adam, J.H., C.C. Wilcock & M.D. Swaine 1989. Ecology and taxonomy of Bornean Nepenthes. University of Aberdeen Tropical Biology Newsletter 56: 2–4.
- Adam, J.H., C.C. Wilcock & M.D. Swaine 1992. «The ecology and distribution of Bornean Nepenthes.». Archivado desde el original el 22 de julio de 2011. Journal of Tropical Forest Science 5(1): 13–25.
- Adam, J.H., E.M. Nurulhuda, H. Abdul-Halim, O. Abdul-Rahim, A.H. Hafiza, G.K. Gopir, L.M. Pilik, R. Omar, M.B. Qasim, J. Salimon, S. Abdul-Rahim & M.M. Hanafiah 2005. Pitcher plants recorded from BRIS forest in Jambu Bongkok, Kuala Trengganu, Malaysia. Wetland Science 3(3): 183–189.
- Akhriadi, P. 2007. Kajian taksonomi hibrid alami Nepenthes (Nepenthaceae) di Kerinci. Working paper, Andalas University, Padang. Abstract
- Baloari, G., R. Linda & Mukarlina 2013. Keanekaragaman jenis dan pola distribusi Nepenthes spp di Gunung Semahung Kecamatan Sengah Temila Kabupaten Landak. Protobiont 2(1): 1–6. Abstract
- Bauer, U., C.J. Clemente, T. Renner & W. Federle 2012. Form follows function: morphological diversification and alternative trapping strategies in carnivorous Nepenthes pitcher plants. Journal of Evolutionary Biology 25(1): 90–102. doi 10.1111/j.1420-9101.2011.02406.x
- Beaman, J.H. & C. Anderson 2004. The Plants of Mount Kinabalu: 5. Dicotyledon Families Magnoliaceae to Winteraceae. Natural History Publications (Borneo), Kota Kinabalu.
- Bednar, B.L. 1983. «Nepenthes mirabilis variation.». (111 KB) Carnivorous Plant Newsletter 12(3): 64.
- Bednar, B.L. 1985. «An unusual mirabilis plant.». Carnivorous Plant Newsletter 14(4): 91.
- Bednar, B.L. 1985. «Nepenthes ✕ dominii and var. intermedia.». Carnivorous Plant Newsletter 14(4): 105–106.
- Benz, M.J., E.V. Gorb & S.N. Gorb 2012. Diversity of the slippery zone microstructure in pitchers of nine carnivorous Nepenthes taxa. Arthropod-Plant Interactions 6(1): 147–158. doi 10.1007/s11829-011-9171-2
- Beveridge, N.G.P., C. Rauch, P.J.A. Keßler, R.R. van Vugt & P.C. van Welzen 2013. A new way to identify living species of Nepenthes (Nepenthaceae): more data needed! Carnivorous Plant Newsletter 42(4): 122–128.
- Bonhomme, V., H. Pelloux-Prayer, E. Jousselin, Y. Forterre, J.-J. Labat & L. Gaume 2011. Slippery or sticky? Functional diversity in the trapping strategy of Nepenthes carnivorous plants. New Phytologist 191(2): 545–554. doi 10.1111/j.1469-8137.2011.03696.x
- Brongniart, A. 1824. Observations sur les genres Cytinus et Nepenthes. Annales des Sciences Naturelles 1: 29–52.
- Buch, F., M. Rott, S. Rottloff, C. Paetz, I. Hilke, M. Raessler & A. Mithöfer 2012. Secreted pitfall-trap fluid of carnivorous Nepenthes plants is unsuitable for microbial growth. Annals of Botany 111(3): 375–383. doi 10.1093/aob/mcs287
- Buch, F., Y. Pauchet, M. Rott & A. Mithöfer 2014. Characterization and heterologous expression of a PR-1 protein from traps of the carnivorous plant Nepenthes mirabilis. Phytochemistry 100: 43–50. doi 10.1016/j.phytochem.2014.01.014
- Burnett, J.B., M. Davies & G. Taylor (eds.) 2003. Flora and Fauna Survey of the Tangguh LNG Site Papua Province, Indonesia. P.T. Hatfindo Prima, Bogor.
- Chaveerach, A., A. Tanomtong, R. Sudmoon & T. Tanee 2006. Genetic diversity among geographically separated populations of Nepenthes mirabilis. Biologia 61(3): 295–298. doi 10.2478/s11756-006-0054-4
- Chen, J., P. Gao & Z. Gan 2003. 猪笼草的组织培养和快速繁殖. [Tissue culture and rapid propagation of Nepenthes mirabilis]. Plant Physiology Communications 39(1): 40.
- Clarke, C. 1995. Nepenthes mirabilis in Hong Kong. Bulletin of the Australian Carnivorous Plant Society, Inc. 14(2): 7–8.
- Clementi, G. 1843. Sull'aascidio della Nepenthes phyllamphora di Wildenow. Il Cimento 1(13–14): 217–220. doi 10.1007/BF02586236
- Corker, B. 1991. Germination et viabilité des graines de Nepenthes mirabilis. Dionée 24.
- Dinarti, D., U. Sayekti & Y. Alitalia 2009. «Kultur jaringan kantong semar Nepenthes mirabilis.». Seminar proceedings, Bogor Agricultural University, Bogor.
- Dixon, W.E. 1889. Nepenthes. The Gardeners' Chronicle, series 3, 6(144): 354.
- Enjelina, W. 2012. Analisis hibrid alam kantung semar (Nepenthes) di Bukit Taratak Kabupaten Pesisir Selatan Sumatera Barat dengan teknik RAPD. M.Sc. thesis, Andalas University, Padang.
- Fashing, N.J. 2010. «Two novel adaptations for dispersal in the mite family Histiostomatidae (Astigmata).». In: M.W. Sabelis & J. Bruin (eds.) Trends in Acarology: Proceedings of the 12th International Congress. Springer Science, Dordrecht. pp. 81–84. doi 10.1007/978-90-481-9837-5
- Feng, F., H. Li & J. Xie 2002. 猪笼草的组织培养. [Rapid propagation of Nepenthes mirabilis by tissue culture.] Chinese Journal of Tropical Crops 23(2): 62–65.
- Feng, F., H. Li & J. Xie 2002. 猪笼草的组织培养. [Tissue culture and rapid propagation of Nepenthes mirabilis.] Journal of Southwest Agricultural University 24(3): 268–270.
- Fretwell, S. 2008. Carnivorous plants in Thailand. Victorian Carnivorous Plant Society Inc. 90: 10–13.
- Fretwell, S. 2013. Rarely seen Cp’s from the north. Victorian Carnivorous Plant Society Inc. 110: 6–9.
- Grigg, S. 1995. Nepenthes mirabilis. Bulletin of the Australian Carnivorous Plant Society, Inc. 14(3): 4.
- Handayani, T. 1999. «Konservasi Nepenthes di kebun raya Indonesia.». [Conservation of Nepenthes in Indonesian botanic gardens.] In: A. Mardiastuti, I. Sudirman, K.G. Wiryawan, L.I. Sudirman, M.P. Tampubolon, R. Megia & Y. Lestari (eds.) Prosiding II: Seminar Hasil-Hasil Penelitian Bidang Ilmu Hayat. Pusat Antar Universitas Ilmu Hayat IPB, Bogor. pp. 365–372.
- Handayani, T., D. Latifah & Dodo 2005. Diversity and growth behaviour of Nepenthes (pitcher plants) in Tanjung Puting National Park, Central Kalimantan Province. Biodiversitas 6(4): 248–252 .  Cover
- Hooker, J.D. 1859. XXXV. On the origin and development of the pitchers of Nepenthes, with an account of some new Bornean plants of that genus. The Transactions of the Linnean Society of London 22(4): 415–424. doi 10.1111/j.1096-3642.1856.tb00113.x
- Jala, A. 2011. «Effects of different light treatments on the germination of Nepenthes mirabilis.». International Transaction Journal of Engineering, Management, & Applied Sciences & Technologies 2(1): 83–91.
- Kato, M., M. Hotta, R. Tamin & T. Itino 1993. Inter- and intra-specific variation in prey assemblages and inhabitant communities in Nepenthes pitchers in Sumatra. Tropical Zoology 6(1): 11–25. Abstract
- Kitching, R.L. 2000. Food Webs and Container Habitats: The natural history and ecology of phytotelmata. Cambridge University Press, Cambridge.
- Kruger, R. 2001. Nepenthes of Cape York (part 1). Bulletin of the Australian Carnivorous Plant Society 20(3): 13–17.
- Kruger, R. 2001. Nepenthes of Cape York (part 2). Bulletin of the Australian Carnivorous Plant Society 20(4): 6–9.
- Kurup, R., A.J. Johnson, S. Sankar, A.A. Hussain, C.S. Kumar & S. Baby 2013. Fluorescent prey traps in carnivorous plants. Plant Biology 15(3): 611–615. doi 10.1111/j.1438-8677.2012.00709.x
- Lavarack, P.S. 1977. «Notes on Nepenthes mirabilis and other carnivorous plants in Queensland.». Carnivorous Plant Newsletter 6(3): 49–50.
- Lavarack, P.S. 1981. «Nepenthes mirabilis in Australia.». Carnivorous Plant Newsletter 10(3): 69–72, 74–76.
- Lee, C.C. 2000. Recent Nepenthes Discoveries. [video] The 3rd Conference of the International Carnivorous Plant Society, San Francisco, USA.
- Liang, R., J. Xie, X. Chen, Shui, S. Wu & Y. Liu 2005. 猪笼草组织培养育苗技术的研究. [Study on the tissue culture and breeding technology of Nepenthes mirabilis.] Journal of Guangdong Landscape Architecture 28(2): 35–37.
- Liang, J., Z. Lu, W. Wang, C. Lin, Q. Guo & G. Liang 2008. 猪笼草离体培养及植株再生研究. [Studies on in vitro culture and plant regeneration in Nepenthes mirabilis.] Journal of Southwest China Normal University (Natural Science) 33(3): 95–98.
- Lisawati, Y. 2005. Uji aktivitas immunomodulator tumbuhan kantong semar (Nepenthes mirablis. L). Working paper, Andalas University, Padang. Abstract
- Lvqing, Q., F. Feng & H. Li 2003. 猪笼草组培快繁技术的研究. [Tissue culture and rapid propagation of Nepenthes mirabilis.] Journal of Southwest Agricultural University 25(1): 11–13.
- Macfarlane, J.M. 1914. Family XCVI. Nepenthaceæ. [pp. 279–288] In: J.S. Gamble. Materials for a flora of the Malayan Peninsula, No. 24. Journal & Proceedings of the Asiatic Society of Bengal 75(3): 279–391.
- Mansur, M. 2001. «Koleksi Nepenthes di Herbarium Bogoriense: prospeknya sebagai tanaman hias.». Archivado desde el original el 19 de marzo de 2012. In: Prosiding Seminar Hari Cinta Puspa dan Satwa Nasional. Lembaga Ilmu Pengetahuan Indonesia, Bogor. pp. 244–253.
- Mansur, M. 2007. Keanekaragaman jenis Nepenthes (kantong semar) dataran rendah di Kalimantan Tengah. [Diversity of lowland Nepenthes (kantong semar) in Central Kalimantan.] Berita Biologi 8(5): 335–341. Abstract
- Mardhiana, Y. Parto, R. Hayati & D.P. Priadi 2012. Karakteristik dan kemelimpahan Nepenthes di habitat miskin unsur hara. [The characteristics and abundance of Nepenthes of nutrient-poor habitats.] Jurnal Lahan Suboptimal 1(1): 50–56. Abstract
- Masters, M.T. 1872. The cultivated species of Nepenthes. The Gardeners' Chronicle and Agricultural Gazette 1872(16): 540–542.
- Masters, M.T. 1882. New garden plants. Nepenthes Kennedyana. The Gardeners' Chronicle, new series, 17(426): 257.
- Meimberg, H., A. Wistuba, P. Dittrich & G. Heubl 2001. Molecular phylogeny of Nepenthaceae based on cladistic analysis of plastid trnK intron sequence data. Plant Biology 3(2): 164–175. doi 10.1055/s-2001-12897
- Meimberg, H. 2002. «Molekular-systematische Untersuchungen an den Familien Nepenthaceae und Ancistrocladaceae sowie verwandter Taxa aus der Unterklasse Caryophyllidae s. l..». Ph.D. thesis, Ludwig Maximilian University of Munich, Munich.
- Meimberg, H. & G. Heubl 2006. Introduction of a nuclear marker for phylogenetic analysis of Nepenthaceae. Plant Biology 8(6): 831–840. doi 10.1055/s-2006-924676
- Meimberg, H., S. Thalhammer, A. Brachmann & G. Heubl 2006. Comparative analysis of a translocated copy of the trnK intron in carnivorous family Nepenthaceae. Molecular Phylogenetics and Evolution 39(2): 478–490. doi 10.1016/j.ympev.2005.11.023
- Merbach, M.A., G. Zizka, B. Fiala, U. Maschwitz & W.E. Booth 2001. Patterns of nectar secretion in five Nepenthes species from Brunéi Darussalam, Northwest Borneo, and implications for ant-plant relationships. Flora 196: 153–160.
- Mey, F.S. 2010. «Introduction to the pitcher plants (Nepenthes) of Cambodia.». Cambodian Journal of Natural History 2010(2): 106–117.
- Mey, F.S. 2012. Under a blazing sun in Vietnam. Strange Fruits: A Garden's Chronicle, December 22, 2012.
- Mithöfer, A. 2011. Carnivorous pitcher plants: insights in an old topic. Phytochemistry 72(13): 1678–1682. doi 10.1016/j.phytochem.2010.11.024
- Moore, D. 1872. On the culture of Nepenthes at Glasnevin. The Gardeners' Chronicle and Agricultural Gazette 1872(11): 359–360.
- Moran, J.A., W.E. Booth & J.K. Charles 1999. «Aspects of pitcher morphology and spectral characteristics of six Bornean Nepenthes pitcher plant species: implications for prey capture.». Annals of Botany 83: 521–528.
- Mullins, J. & M. Jebb 2009. Phylogeny and biogeography of the genus Nepenthes. National Botanic Gardens, Glasnevin.
- Murniati, Syamswisna & A. Nurdini 2013. Pembuatan flash card dari hasil inventarisasi Nepenthes di hutan adat desa Teluk Bakung. Jurnal Pendidikan dan Pembelajaran 2(1): [unpaginated; 14 pp.] Abstract
- Normawati, Y. 2002. The effect of stem length on pitcher and inflorescence production in Nepenthes gracilis and Nepenthes mirabilis at Serendah Selangor. B.Sc. Thesis. Universiti Kebangsaan Malaysia.
- Osunkoya, O.O., S.D. Daud & F.L. Wimmer 2008. Longevity, lignin content and construction cost of the assimilatory organs of Nepenthes species. Annals of Botany 102(5): 845–853. doi 10.1093/aob/mcn162
- Pavlovič, A., E. Masarovičová & J. Hudák 2007. Carnivorous syndrome in Asian pitcher plants of the genus Nepenthes. Annals of Botany 100(3): 527–536. doi 10.1093/aob/mcm145
- Renner, T. & C.D. Specht 2011. A sticky situation: assessing adaptations for plant carnivory in the Caryophyllales by means of stochastic character mapping. International Journal of Plant Sciences 172(7): 889–901. doi 10.1086/660882
- Renner, T. & C.D. Specht 2012. Molecular and functional evolution of class I chitinases for plant carnivory in the Caryophyllales. Molecular Biology and Evolution 29(10): 2971–2985. doi 10.1093/molbev/mss106
- Rice, B. 2007. Carnivorous plants with hybrid trapping strategies. Carnivorous Plant Newsletter 36(1): 23–27.
- Ridley, H.N. 1916. Nepenthaceæ. [pp. 139–141] In: I. Report on the botany of the Wollaston Expedition to Dutch New Guinea, 1912–13. The Transactions of the Linnean Society of London, series 2: botany, 9(1): 1–269. doi 10.1111/j.1095-8339.1916.tb00009.x
- Rottloff, S., R. Stieber, H. Maischak, F.G. Turini, G. Heubl & A. Mithöfer 2011. Functional characterization of a class III acid endochitinase from the traps of the carnivorous pitcher plant genus, Nepenthes. Journal of Experimental Botany 62(13): 4639–4647. doi 10.1093/jxb/err173
- Schulze, W., E.D. Schulze, J.S. Pate, A.N. Gillison 1997. The nitrogen supply from soils and insects during growth of the pitcher plants Nepenthes mirabilis, Cephalotus follicularis and Darlingtonia californica. Oecologia 112(4): 464–471. doi 10.1007/s004420050333
- Som, R.M. 1988. Systematic studies on Nepenthes species and hybrids in the Malay Peninsula. Ph.D. thesis. Universiti Kebangsaan Malaysia.
- Syamsuardi & R. Tamin 1994. Kajian kekerabatan jenis-jenis Nepenthes di Sumatera Barat. Project report, Andalas University, Padang. Abstract
- Syamsuardi 1995. Klasifikasi numerik kantong semar (Nepenthes) di Sumatera Barat. [Numerical classification of pitcher plants (Nepenthes) in West Sumatra.] Journal Matematika dan Pengetahuan Alam 4(1): 48–57. Abstract
- Tang L., Ji K., Wang Y. & Chen J. 2010. 猪笼草消化液中蛋白酶的活性初探. [Preliminary study on the activities of protease in digestive juice of pitcher plant.] Genomics and Applied Biology 29(2): 293–297. Abstract Archivado el 18 de abril de 2021 en Wayback Machine.
- Uji, T. 2003. Keanekaragaman dan potensi flora di Cagar Alam Muara Kendawangan, Kalimantan Barat. [Flora diversity and its potential in Muara Kendawangan Nature Reserve, West Kalimantan.] Biodiversitas 4(1): 112–117.
- Wilson, G.W., F. Venter, R.F. Wilson & D. Crayn 2011. Chasing Nepenthes on Cape York, Queensland. Carnivorous Plant Newsletter 40(4): 122–128.
- Wu T. & Ye C. 2000. 雷州半岛野生猪笼草资源及其栽培利用的研究. [Research on the resources and its culture & utility available of wild Nepenthes mirabilis(Lour.) Druce in Leizhou Peninsular.] Journal of Zhanjiang Normal College 21(2): 15–16. Abstract Archivado el 27 de marzo de 2021 en Wayback Machine.
- Wu T., Ye C. & Zhang X. 2000. 猪笼草叶的形态解剖结构研究. [Studies on the anatomical structures of the leaf of Nepenthes mirabilis (Lour.) Druce.] Guihaia 20(2): 153–155. Abstract Archivado el 18 de abril de 2021 en Wayback Machine.
- Xie, Y., X. Xie, L. Qiu & Y. Huang 2007. 猪笼草组培快繁技术研究. [Tissue culture and rapid propagation of Nepenthes mirabilis.] Guangxi Agricultural Sciences 38(2): 131–132.
- Xu C. 2003. 猪笼草. [A review in research of Nepenthes.] Chinese Journal of Tropical Agriculture 23(5): 53–59. Abstract Archivado el 18 de abril de 2021 en Wayback Machine.
- Yogiara 2004. «Analisis komunitas bakteri cairan kantung semar (Nepenthes spp.) menggunakan teknik terminal restriction fragment length polymorphism (T-RFLP) dan amplified ribosomul DNA restriction analysis (ARDRA).». M.Sc. thesis, Bogor Agricultural University, Bogor.
- Ziemer, R.R. 1988. «Carnivorous plants in Micronesia.». Carnivorous Plant Newsletter 17(3): 70–73.
- สงขลา / ขนมหม้อข้าวหม้อแกงลิง ขนมไทยภูมิปัญญาชาวบ้าน. [video] 77 NationChannel.